# 加藤美代三
加藤美代三（かとう みよぞう、1912年1月25日 - 2012年5月10日）は、日本画家。
兵庫県豊岡市生まれ。京都市立絵画専門学校(現京都市立芸術大学)卒業。中村大三郎に師事。日展に出品を続ける現役最高齢の日本画家として有名。朴土グループメンバー。

## 略歴
- 1912年(明治45)―1月25日、兵庫県城崎郡豊岡町（現豊岡市）に生まれる。
- 1925年(大正13)―京都市立美術工芸学校絵画科入学。
- 1929年(昭和4)―京都市美術工芸学校絵画科卒業、卒業制作《たそがれ》（風景 山科の農家）学校買上げ（京都市立芸術大学芸術資料館蔵）。京都市立絵画専門学校へ進む。
- 1930年(昭和5)―《山村の道》制作。
- 1931年(昭和6)―第12回帝展《山の池》初入選。
- 1932年(昭和7)―京都市立絵画専門学校本科卒業、卒業制作《風景》（六方川）学校買上げ（京都市立芸術大学芸術資料館蔵）。同校研究科へ進む。中村大三郎に師事。野々内保太郎らほかの弟子たちと中村大三郎画塾の創立と塾展開催を相談するが、師より塾展開催には充分な準備期間をとって世に問うべしと諭され、翌年6月に創立第1回展を開催することに決まる。第13回帝展《裏山道》入選。
- 1933年(昭和8)―中村大三郎画塾創立第1回展《雪霽れ》《丘》。第14回帝展《秋の測候所》入選。《雪の但馬路》制作。
- 1934年(昭和9)―第15回帝展《鉄橋のある風景》入選。
- 1935年(昭和10)―第1回京都市美術展《このま》入選、緑賞受賞。
- 1936年(昭和11)―昭和11年文展鑑査展《高原の五月》入選。
- 1937年(昭和12)―中村大三郎画塾第1回試作展《構内所見》《松》《九月の霞沢岳》。京都市立絵画専門学校研究科修了。第2回京都市美術展《渓流》（豊岡市蔵）入選、京都市長賞受賞。
- 1938年(昭和13)―中村大三郎画塾第2回試作展《山Ａ》《山》《道》《薄暮》《鶏頭》。中村大三郎画塾第2回展《静淵》《椿》《店頭》。中村大三郎画塾名古屋小品展《雨》《初秋》《みのり》《秋景Ａ》《秋景Ｂ》《秋景Ｃ》《秋景Ｄ》。
- 1939年(昭和14)―中村大三郎画塾小品展《早春の山》《早春雨情》。中村大三郎画塾創立7周年記念展(第3回展)《曇る霞沢岳》《南天》《赤杉》《岩陰》《山》《微風》《菜園風景》《風景》《麦秋》《雨後》《早春》《麦》。第3回京都市美術展《温室》入選、受賞（以後、無鑑査となる）。第3回新文展《岩陰》入選。
- 1940年(昭和15)―紀元2600年奉祝 中村大三郎画塾展(第4回展)《高千穂峰》双幅《阿蘇烏帽子岳》《山二題》《桐のある風景》《秋林》《晴日の六甲山》《比叡赤映》《家》。ほかの塾員とともに各々、神武天皇聖蹟・伝説地を写生、美代三は《日向襲之高千穂峯》《天香山》の2点を描き、二千六百年奉祝会に献納。同会主催で東京 高島屋で展示される。
- 1941年(昭和16)―前年、奉祝会に献納した作品で描きもらした神武天皇聖蹟・伝説地を、ほかの塾員と写生、美代三は《狭野》を描き、奉祝会に追加献納。
- 1942年(昭和17)―第5回新文展《立山の残雪》入選（豊岡市蔵）。
- 1943年(昭和18)―第6回新文展《赤澤山》入選。
- 1945年(昭和20)―大東亜戦争必勝祈願 神宮・官幣社奉献日本画展《橿原神宮》。写生《橿原神宮》は前年の作か。
- 1946年(昭和21)―第1回日展《洛北の家》入選。
- 1947年(昭和22)―中村大三郎没。中村大三郎画塾は解散となり、翌48年2月、西山翠嶂画塾青甲社に入塾(木下青葉編『青甲社沿革史』(個人蔵)による)。
- 1948年(昭和23)―第4回日展《雪解頃》
- 1949年(昭和24)―第5回日展《残照》。以後、68年まで毎年出品。
- 1950年(昭和25)―第6回日展《朝霧》《山かげる》（豊岡市立病院蔵）入選。
- 1951年(昭和26)―第7回日展《翠巒》白寿賞受賞。
- 1952年(昭和27)―第8回日展《籔の池》（舞鶴市蔵）特選・朝倉賞受賞。翌年第9回日展は無鑑査出品となる。
- 1953年(昭和28)―第9回日展《山路》無鑑査。
- 1954年(昭和29)―第10回日展《岩》（豊岡市蔵）入選。
- 1955年(昭和30)―第1回関西展（現全関西美術展）《城門》第3席。第11回日展《戸隠山》入選。
- 1956年(昭和31)―第2回関西展《苔寺》第2席。日展出品依嘱となる。第12回日展《新緑の山》依嘱出品。
- 1957年(昭和32)―第13回日展《暮雪》依嘱出品。
- 1958年(昭和33)―師 西山翠嶂没、青甲社解散となる。旧青甲社の若手塾員 新井富美郎･有元一雄･大塚明･下保昭･神谷紅子･木村広吉･斉藤清策･西圭子･野々内良樹･樋口辰志･福本達雄･細木成実･松井孝二･三谷青子との15名で朴土社結成。西山英雄の指導を仰ぐ。創立の趣旨は｢お互いの個性を尊重し益々自由に伸ばせる様、真剣な研究会を持ち、切磋琢磨し、又機会を得て発表し｣｢斯道に努力｣することを目指す、とする。社団法人日展が発足、日展は社団法人日展の主催となり、第1回日展(新日展、以下同)開催。美代三は新日展でも引き続き出品依嘱となり、《立山》依嘱出品。
- 1959年(昭和34)―第1回朴土社展(京都府ギャラリー)《池》。第1回朴土社展(東京 銀座松屋)《磐梯高原》･《杉の道》。この第1回展は京都展・東京展は別作品。以後、第3回展から第5回展は東京 文春画廊と京都府ギャラリー、第6回展は東京 西村画廊と京都府ギャラリー、第7回展から第10回展は東京 銀座松屋と京都府ギャラリーで開催、第11回展（'69朴土グループ展）からは京都府ギャラリー（のち京都府立文化芸術会館）のみの開催となる。その間、第7回展は富山展も開催。第2回日展《磐梯高原》依嘱出品、京都府買上げ。京都 菊画廊で個展開催。
- 1960年(昭和35)―第2回朴土社展《杜》《静潭》。第3回日展《岳明》依嘱出品。
- 1961年(昭和36)―第3回朴土社展《沼》《庭》（豊岡市蔵）。第4回日展《岩岬》（豊岡市蔵）依嘱出品。
- 1962年(昭和37)―京都 土橋画廊・東京 銀座松屋で個展開催。第4回朴土社展《池》《静潭》。第5回日展《層雲峡》依嘱出品。
- 1963年(昭和38)―第5回朴土社展《春》《山添》。第6回日展《礁》（豊岡市蔵）依嘱出品。
- 1964年(昭和39)―第6回朴土社展《山湖》《曠野》（冬の高原）。第7回日展《礁》依嘱出品。
- 1965年(昭和40)―朴土社を朴土グループと改称、第7回朴土グループ展《林》《寒村》（豊岡市蔵）出品。第8回日展《寒村》依嘱出品。
- 1966年(昭和41)―京都府ギャラリー・東京 松屋で加藤美代三日本画展を開催。大阪 心斎橋小大丸で個展(スケッチ)開催。第8回朴土グループ展《木々》。第9回日展《杜》依嘱出品。
- 1967年(昭和42)―第9回朴土グループ展《原野》。第10回日展《丘》（豊岡市蔵）依嘱出品。
- 1968年(昭和43)―京都 土橋画廊で個展開催。第10回朴土グループ展《溜》（豊岡市蔵）。第11回日展《望岳》（豊岡市蔵）依嘱出品。
- 1969年(昭和44)―'69朴土グループ展《雪稜》（豊岡市蔵）《雨余》、この回から回数で呼ぶのをやめ、西暦で呼ぶことにする。社団法人日展役員改選を機に日展が改組される。美代三は出品委嘱からはずれる。
- 1970年(昭和45)―'70朴土グループ展《湿》《外輪山》。第2回日展(改組日展、以下同)《杉木立》入選。
- 1971年(昭和46)―'71朴土グループ展《萌》《活》（豊岡市蔵）。
- 1972年(昭和47)―第7回日春展《石仏》入選。'72朴土グループ展《石仏群》《北山杉》。第4回日展《叢林》（豊岡市蔵）入選。京都・大阪高島屋で山崎忠明と2人展開催。京都美術懇話会25周年記念展《野の花》。
- 1973年(昭和48)―第8回日春展《冬湖》入選。'73朴土グループ展《雪解けＡ》《雪解けＢ》。第5回日展《入江》入選。
- 1974年(昭和49)―京都 土橋画廊で個展(スケッチ)開催。『形象』23号に中井慎吾「―珠玉の素描に見る―加藤美代三の心象」掲載される。'74朴土グループ展《裏磐梯スケッチ》8点。
- 1975年(昭和50)―'75朴土グループ展《光る海》(原題《輝Ａ》《輝Ｂ》)。第7回日展《冬原》（豊岡市蔵）入選。京都府主催 京の百景展《北山杉の木立》依嘱出品(京都府買上げ)。
- 1976年(昭和51)―京都 土橋画廊で個展（スケッチ）開催。『形象』39号に「展覧会紹介―ひかる画境の円熟―加藤美代三個展」掲載される。'76朴土グループ展《滝壺》《野の花》。第8回日展《沼の秋》入選。
- 1977年(昭和52)―'77朴土グループ展《やどり木》《冬の木》。
- 1978年(昭和53)―'78朴土グループ展《水ぬるむ》《雪どけ水》。第10回日展《湿原》入選。
- 1979年(昭和54)―'79朴土グループ展《寒》《暖》。第11回日展《湖畔》（豊岡市蔵）入選。
- 1980年(昭和55)―'80朴土グループ展《待春》（早春の高原）（豊岡市蔵）《新緑》（豊岡市蔵）。第12回日展《早春》入選。京都府ギャラリーで個展（スケッチ戸隠）開催。
- 1981年(昭和56)―'81朴土グループ展《靄》（豊岡市蔵）《朽株》。このとし、兵庫城崎の臨済宗大徳寺派の名刹 萬年山極楽寺の西垣宗興住職から同山本堂・庫裡の四季の襖絵制作を依頼される。西山英雄の推薦によるという（『萬年山極楽禅寺 加藤美代三水墨画集』）。
- 1982年(昭和57)―京都府ギャラリーで個展（スケッチ妙義）開催。'82朴土グループ展《白銀》《凍》（豊岡市蔵）。第14回日展《山の春》入選。
- 1983年(昭和58)―'83朴土グループ展《雨の日》《火口》（豊岡市蔵）。第15回日展《雨の日》入選。このとし、妻を伴いヨーロッパ遊学。
- 1984年(昭和59)―'84朴土グループ展《流れる》《やしろの一隅》（豊岡市蔵）。兵庫豊岡養源寺から依頼を受け、天井画《龍》を描く。第16回日展《雪の日》入選。
- 1985年(昭和60)―'85朴土グループ展《雪晨Ｂ》。第17回日展《雪晨Ａ》入選。第1回京都画壇日本画秀作展に《雪晨Ｂ》が招待出品される。
- 1986年(昭和61)―'86朴土グループ展《風化仏》。京都府主催 京の四季展《嵯峨野の竹林》依嘱出品。
- 1987年(昭和62)―'87朴土グループ展《初冬の秋元湖畔》。第19回日展《高原の沼》（豊岡市蔵）入選。このとし、城崎 極楽寺から依頼の本堂・庫裡の水墨襖絵《春・嵯峨野の竹林》《夏・香住海岸》《秋・嵯峨野路晩秋》《冬・比良・琵琶湖》《春・天の橋立》《夏・神鍋八反の滝》《秋・朝霧の円山川》《冬・六方川雪景》、及び本堂内陣の淡彩襖絵《蓮華図》が完成し納める。あわせて制作の四曲屏風《早春の嵯峨野路》《清滝川上流》《晩秋の円山河畔》《新雪（北山）》各1双を寄贈する。京都 近鉄で個展（スケッチ）開催。
- 1988年(昭和63)―'88朴土グループ展《春を待つ》。第20回日展《冬林》入選。京都府ギャラリーで個展 極楽禅寺水墨四季襖画・六曲1双屏風展開催。
- 1989年(平成元)―'89朴土グループ展《落韻》（豊岡市蔵）。
- 1990年(平成2)―鳥取 美巧ギャラリーで個展開催。'90朴土グループ展《春を待つ》。第22回日展《林》入選。第5回京都画壇日本画秀作展に《冬林》（1988年日展）を招待出品。
- 1991年(平成3)―'91朴土グループ展《斑雪》。第23回日展《山霧》（豊岡市蔵）入選。
- 1992年(平成4)―'92朴土グループ展《冬林》。第24回日展《霧木立》入選。東京 銀座松屋・豊岡市・京都 高島屋で個展 戸隠早春譜開催。
- 1993年(平成5)―'93朴土グループ展《春光》《幽谷》。第25回日展《春を待つ》入選。
- 1994年(平成6)―'94朴土グループ展《池畔Ⅰ広沢》《池畔Ⅱ大沢》。第26回日展《旧家》。出雲大社京都分院客殿から依頼の水墨四季襖絵を納める。兵庫 香住町(現豊岡市香住町)主催で個展(スケッチ)開催。
- 1995年(平成7)―'95京都 高島屋・東京 銀座松屋・豊岡市で個展 嵯峨野を描く(スケッチ)開催。第27回日展《小径》入選。’95朴土グループ展《大沢の家》《広沢の家》。
- 1996年(平成8)―'96朴土グループ展《嵯峨野Ⅰ》《嵯峨野Ⅱ》。第28回日展《樹林》入選。
- 1997年(平成9)―'97朴土グループ展《山峡の春》。第29回日展《道ぞい》入選。
- 1998年(平成10)―'98朴土グループ展《北山の杉》。第30回日展《朝霧》入選。
- 1999年(平成11)―'99朴土グループ展《汀》《山里の春》。第31回日展《池畔》入選。
- 2000年(平成12)―京都 高島屋・東京 銀座松屋・豊岡市で個展 嵯峨野散策開催。豊岡市市制50周年記念として回顧展開催される。光村推古書院から『四季光彩 加藤美代三自選集』刊行。第32回日展《残る秋》入選。
- 2001年(平成13)―'01朴土グループ展《雪林》《薮》《晴れゆく》。第33回日展《冬林》入選。
- 2002年(平成14)―'02朴土グループ展《秋樹》《薫風》《薮の道》。第34回日展《風薫る》入選。
- 2003年(平成15)―'03朴土グループ展《スケッチ北嵯峨写生行》1～7。第35回日展《樹映》入選。
- 2004年(平成16)―'04朴土グループ展《スケッチ嵯峨野写生行》1～10。第36回日展《森の池》入選。
- 2005年(平成17)―3月、京都市より京都市芸術功労賞を授与される。'05朴土グループ展《スケッチ春の嵯峨野写生行》1～10。第37回日展入選。
- 2006年(平成18)―'06朴土グループ展《スケッチ春秋の嵯峨野写生行》1～10。第38回日展《春待つ古木》入選。
- 2007年(平成19)―京都 ギャラリー佐野で長男美之助と二人展｢加藤美代三＋美之助 嵯峨野春秋写生展｣開催。'07朴土グループ展《廣沢池畔》《山の春》《花の庭》《木かげ》《北山杉の林》《樹林》《嵯峨野の水田》。これをもって、グループでの展覧会開催を終わる。奈良県立万葉文化館で｢創立50回記念朴土グループ回顧日本画展―西山英雄門下の画家たち―｣開催される。第39回日展《春の大沢堤》入選。
- 2008年(平成20)―島根松江 一畑百貨店・浜松市美術館・京都造形芸術大学・島根 浜田市立石正美術館で石本正選抜による「米寿記念 私を感動させた日本画展」開催され、加藤美代三作品も出品される。奈良県立万葉文化館で｢加藤美代三日本画展[1][2]｣開催され、代表作72点が展示される。第40回日展に《花の庭》出品。
- 2009年(平成21年)―第41回日展に《庭の池》出品。
- 2010年(平成22年)―8月7日～9日、豊岡市のじばさんTAJIMAで「郷土の日本画家 加藤美代三展[3]」が開催される。第42回日展で98歳にして、約20年ぶりに落選となる。
- 2011年(平成23年)―10月14日～16日、豊岡市立総合体育館で「加藤美代三画伯白寿記念展～豊岡市が生んだ美の巨匠の世界～[4][5][6]」が開催される。
- 2012年（平成24年）5月10日‐老衰のため死去[7]。100歳没